# Andrei Burcă
Andrei Andonie Burcă (Bákó, 1993. április 15. –) román válogatott labdarúgó, a kínai élvonalbeli Jünnan Jükun játékosa.

## Pályafutása

### Klubcsapatokban

#### Junior évek/Botoșani
Pályafutását szülővárosa csapatában az Aerostar Bacăuban kezdte, majd 2013-ban a szomszédos SC Bacăuhoz igazolt. 2013. szeptember 14-én debütált a román másodosztályban Studențesc Iași ellen. A 2015–16-os szezon befejezését követően csapata anyagi problémák miatt visszalépett a bajnokságtól, ezért elgondolkodott azon, hogy visszavonul és elkezd főiskolára járni. Azonban szerződésajánlatot kapott a Foresta Suceavától és a Botoșanitól is, végül az utóbbi mellett döntött. 2016 és 2019 között több mint száz mérkőzésen lépett pályára a román élvonalban. 2018 nyarán szóbahozták a Hajduk Split csapatával.

#### CFR Cluj
2019. június 10-én a regnáló bajnok CFR Clujhoz szerződött. A Feroviarii színeiben mind a nyolc mérkőzésen kezdő volt a 2019–20-as Bajnokok Ligája selejtezőjében, viszont csapata a Slavia Praha ellen a rájátszásban kiesett. Ezután mind a nyolc Európa-liga mérkőzésen pályára lépett, és december 12-én gólt is szerzett a Celtic elleni 2–0-s hazai győzelem alkalmával. 2020. augusztus 3-án megnyerte pályafutása első trófeáját, miután a 2019–20-as szezonban a CFR Cluj első helyen végzett a bajnokságban. 2021. április 15-én kezdőként lépett pályára az FCSB ellen a Román Szuperkupában, csapata pedig büntetőpárbajban győzte le a fővárosiakat.

#### El-Ohdúd
2023. július 17-én egyéves szerződést írt alá a szaúdi első osztályba frissen feljutó El-Ohdúd csapatával. Sajtóhírek szerint 1 millió eurót fizetett a szaúdi klub a játékjogáért.

#### Baniyas
2024. július 10-én az Egyesült Arab Emírségek élvonalában szereplő Baniyas csapatához igazolt.

#### Jünnan Jükun
2025. július 4-én aláírt a kínai élvonalba frissen feljutott Jünnan Jükun csapatához.

### A válogatottban
2020. szeptember 7-én mutatkozott be a román válogatottban, az Ausztria ellen idegenben 3–2-re megnyert UEFA Nemzetek Ligája mérkőzésen. 2023. március 28-án szerezte első válogatottbeli gólját a Fehéroroszország elleni 2–1-es hazai siker alkalmával, a 2024-es EB-selejtezőben. Mind a tíz mérkőzésen kezdőként lépett pályára a selejtezősorozatban, Románia pedig az I. csoport első helyén végzett, és kvalifikálta magát a tornára.
2024. június 7-én bekerült Románia 2024-es Eb-keretébe. Mindhárom csoportmérkőzésen kezdőként lépett pályára, valamint a Hollandia elleni nyolcaddöntőben is, amelyen csapatával vereséget szenvedett és kiesett a tornáról.

## Statisztika

### Klubcsapatokban
2024. október 31-i állapot szerint.
| Klub             | Szezon           | Bajnokság                | Bajnokság | Bajnokság | Kupa  | Kupa  | Ligakupa | Ligakupa | Nemzetközi | Nemzetközi | Egyéb | Egyéb | Összes | Összes |
| Klub             | Szezon           | Mérk.                    | Gólok     | Mérk.     | Gólok | Mérk. | Gólok    | Mérk.    | Gólok      | Mérk.      | Gólok | Mérk. | Gólok  | Mérk.  |
| ---------------- | ---------------- | ------------------------ | --------- | --------- | ----- | ----- | -------- | -------- | ---------- | ---------- | ----- | ----- | ------ | ------ |
| Aerostar Bacău   | 2010–11          | Liga III                 | 25        | 1         | 0     | 0     | —        | —        | —          | —          | —     | —     | 25     | 1      |
| Aerostar Bacău   | 2011–12          | Liga III                 | 30        | 2         | 0     | 0     | —        | —        | —          | —          | —     | —     | 30     | 2      |
| Aerostar Bacău   | 2012–13          | Liga III                 | 31        | 4         | 0     | 0     | —        | —        | —          | —          | —     | —     | 31     | 4      |
| Aerostar Bacău   | Összesen         | Összesen                 | 86        | 7         | 0     | 0     | —        | —        | —          | —          | —     | —     | 86     | 7      |
| SC Bacău         | 2013–14          | Liga II                  | 25        | 1         | 1     | 0     | —        | —        | —          | —          | —     | —     | 26     | 1      |
| SC Bacău         | 2014–15          | Liga II                  | 19        | 1         | 0     | 0     | —        | —        | —          | —          | —     | —     | 19     | 1      |
| SC Bacău         | 2015–16          | Liga II                  | 27        | 2         | 1     | 0     | —        | —        | —          | —          | —     | —     | 28     | 2      |
| SC Bacău         | Összesen         | Összesen                 | 71        | 4         | 2     | 0     | —        | —        | —          | —          | —     | —     | 73     | 4      |
| Botoșani         | 2016–17          | Liga I                   | 27        | 1         | 1     | 0     | 1        | 0        | —          | —          | —     | —     | 29     | 1      |
| Botoșani         | 2017–18          | Liga I                   | 38        | 1         | 5     | 0     | —        | —        | —          | —          | —     | —     | 43     | 1      |
| Botoșani         | 2018–19          | Liga I                   | 39        | 2         | 1     | 0     | —        | —        | —          | —          | —     | —     | 40     | 2      |
| Botoșani         | Összesen         | Összesen                 | 104       | 4         | 7     | 0     | 1        | 0        | —          | —          | —     | —     | 112    | 4      |
| CFR Cluj         | 2019–20          | Liga I                   | 21        | 2         | 1     | 1     | —        | —        | 16         | 1          | 0     | 0     | 38     | 4      |
| CFR Cluj         | 2020–21          | Liga I                   | 35        | 2         | 0     | 0     | —        | —        | 9          | 0          | 1     | 0     | 45     | 2      |
| CFR Cluj         | 2021–22          | Liga I                   | 30        | 2         | 0     | 0     | —        | —        | 6          | 0          | 0     | 0     | 36     | 2      |
| CFR Cluj         | 2022–23          | Liga I                   | 28        | 0         | 2     | 0     | —        | —        | 14         | 0          | 0     | 0     | 44     | 0      |
| CFR Cluj         | Összesen         | Összesen                 | 114       | 6         | 3     | 1     | —        | —        | 45         | 1          | 1     | 0     | 163    | 8      |
| El-Ohdúd         | 2023–24          | Szaúd-arábiai Pro League | 28        | 6         | 1     | 0     | 0        | 0        | —          | —          | —     | —     | 29     | 6      |
| Baniyas          | 2024–25          | UAE Pro League           | 6         | 0         | 0     | 0     | 1        | 0        | —          | —          | —     | —     | 7      | 0      |
| Karrier összesen | Karrier összesen | Karrier összesen         | 409       | 27        | 13    | 1     | 2        | 0        | 45         | 1          | 1     | 0     | 470    | 29     |

Jegyzetek
1. ↑  Mérkőzése(i) a Bajnokok Ligájában: (nyolc mérkőzés) és az Európa Ligában (nyolc mérkőzés)
2. ↑  Mérkőzése(i) a Bajnokok Ligájában: (két mérkőzés) és az Európa Ligában (hét mérkőzés)
3. ↑  Mérkőzése(i) a Román Szuperkupában
4. ↑  Mérkőzése(i) az Európa Konferencia Ligájában
5. ↑  Mérkőzése(i) a Bajnokok Ligájában: (két mérkőzés) és a Konferencia Ligában (öt mérkőzés)

### A válogatottban
2025. július 21-i állapot szerint.
| Románia  | Románia | Románia |
| Év       | Mérk.   | Gólok   |
| -------- | ------- | ------- |
| 2020     | 4       | 0       |
| 2021     | 4       | 0       |
| 2022     | 7       | 0       |
| 2023     | 10      | 1       |
| 2024     | 12      | 0       |
| 2025     | 4       | 0       |
| Összesen | 41      | 1       |

#### Góljai a román válogatottban
2024. december 16-i állapot szerint.
 megjegyzés Az eredmények a román válogatott szemszögéből értendők.
| #  | Dátum             | Ellenfél         | Eredmény | Kiírás       | Esemény |
| -- | ----------------- | ---------------- | -------- | ------------ | ------- |
| 1. | 2023. március 28. | Fehéroroszország | 2 – 1    | EB-selejtező | 19'     |

## Sikerei, díjai

### Klubcsapatokban
CFR Cluj
- Román bajnok: 2019–20, 2020–21, 2021–22
- Román szuperkupa:
  - Győztes (1): 2020
  - Ezüstérmes (3): 2019, 2021, 2022

### Egyéni
- Liga I A szezon csapata: 2019–20,[22] 2020–21,[23] 2021–22[24]

## Fordítás
- Ez a szócikk részben vagy egészben  az   Andrei Burcă című angol Wikipédia-szócikk fordításán alapul.  Az eredeti cikk szerkesztőit annak laptörténete sorolja fel. Ez a jelzés csupán a megfogalmazás eredetét és a szerzői jogokat jelzi, nem szolgál a cikkben szereplő információk forrásmegjelöléseként.

### Közösségi platformok
- Andrei Burcă az Instagramon

### Egyéb weboldalak
- Andrei Burcă adatlapja a Transfermarkt oldalán (angolul)
- Andrei Burcă adatlapja a Soccerway oldalon (angolul)
- Andrei Burcă adatlapja a National Football Teams oldalán (angolul)
- Andrei Burcă adatlapja a Saudi Pro League oldalán (angolul)
- Andrei Burcă adatlapja a RomanianSoccer oldalán (románul)